# Партія українських робітників Румунії
Партія українських працюючих Румунії (рум. Partidul muncitorilor ucrainieni din România), також відома як «Визволення» (рум. Vîzvolenia) , — ліва політична організація в міжвоєнній Румунії, що діяла в основному в Північній Буковині . 
Виступала на захист прав трудящих і національних меншин, за аграрні перетворення і націоналізацію промисловості, а також домагалася приєднання тих територій Румунії, де більшість становили українці, до сусідньої Радянської України.
Створена в 1929 році членами підпільної Комуністичної партії Буковини  (з 1926 року — складової Румунської комуністичної партії) і значною частиною української секції Міжнародної соціал-демократичної партії, партія «Визволення» протягом всього свого існування була пов'язана з Робітничо-селянським блоком — легальною організацією забороненої компартії.
Незважаючи на утиски з боку румунської влади, партія була в змозі добитися деякого успіху на рубежі 1920-1930-х років, в тому числі обрати на виборах одного зі своїх членів в парламент Румунії за списком Блоку. 
Однак незабаром пішли репресії і заборона партії, більшість керівників якої відправили в тюрму. Перебуваючи в підпіллі, організація в кінцевому підсумку була розформована в 1934 році.